# Кабулова, Тамара Шалвовна
Тамара Шалвовна Кабулова (01.05.1938-17.02.2023) — советский государственный и партийный деятель, председатель Юго-Осетинского облисполкома (1980—1986).

## Биография
Родилась 1 мая 1938 года в селе Ортеу Юго-Осетинской автономной области Грузинской ССР. Окончила среднюю школу № 1 города Цхинвали и физико-математический факультет Юго-Осетинского государственного педагогического института. Работала в Цхинвальском горкоме комсомола инструктором, заведующей отделом.
С 1971 по 1974 год была слушателем Высшей партийной школы при ЦК КПСС (Москва).
В 1974—1980 гг. работала секретарём Юго-Осетинского обкома комсомола, была первым заместителем председателя Юго-Осетинского облисполкома, секретарём обкома КПСС. В 1980—1986 гг. — председатель Юго-Осетинского облисполкома.
В 1986—1990 гг. — заместитель председателя Президиума Верховного Совета Грузинской ССР. Покинула должность 18.06.1990 в связи с осложнением политической обстановки (официальная формулировка — освобождена в связи с переводом на другую работу).
С 1994 по 2001 год — постоянный представитель Республики Южная Осетия в Северной Осетии.
Делегат XXVI съезда КПСС (1981). Трижды избиралась депутатом Верховного Совета Грузинской ССР (1979, 1984, 1989).
Умерла 17.02.2023 года в возрасте 84 лет.